# Bébé fume
Pour plus de détails, voir Fiche technique et Distribution.

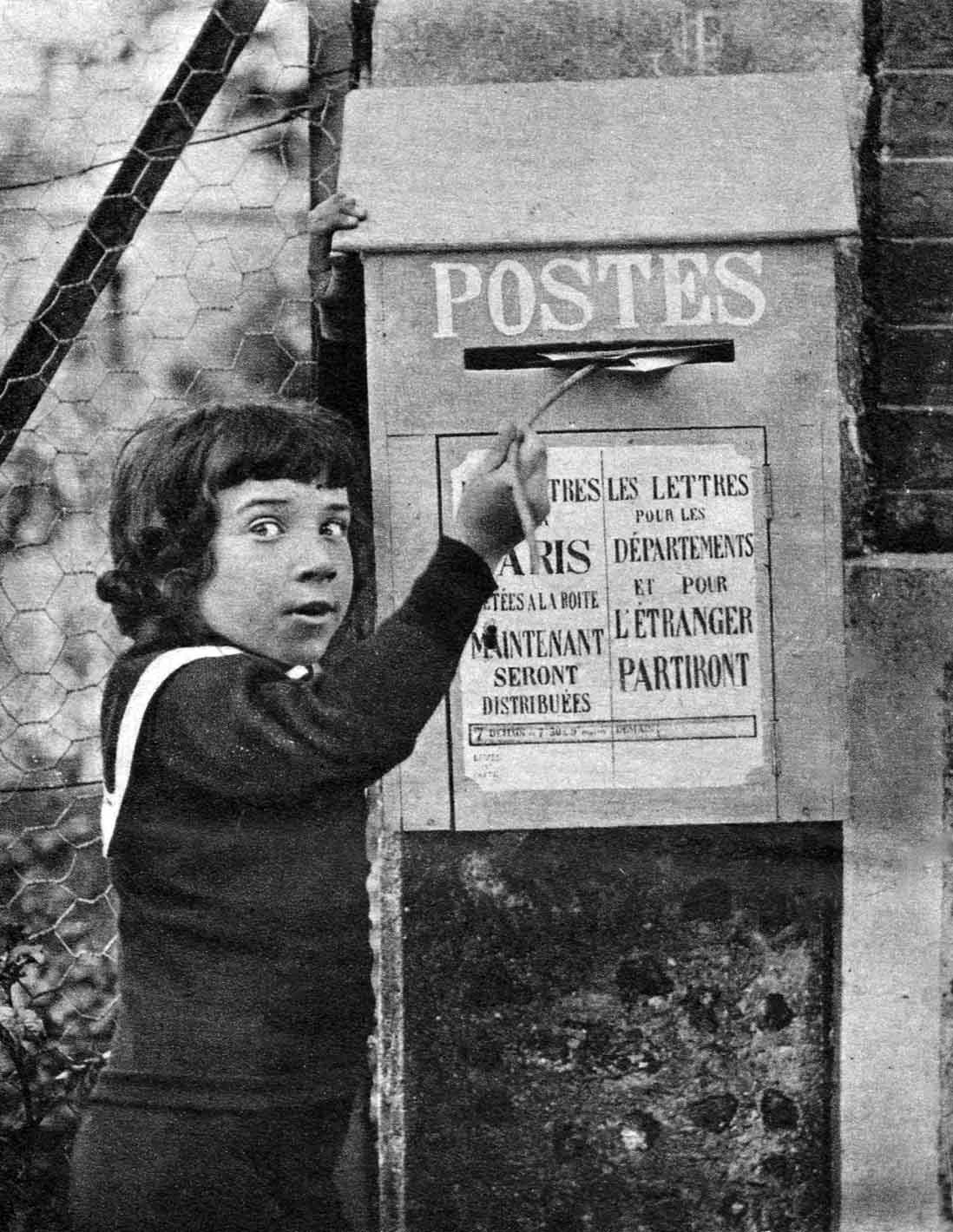
René Dary dans le rôle de Bébé

Bébé fume est un film muet français réalisé par Louis Feuillade sorti en 1910.

## Fiche technique
- Réalisation et scénario : Louis Feuillade
- Société de production : Société des Établissements L. Gaumont
- Pays : France
- Format : Muet - Noir et blanc - 1,33:1 - 35 mm
- Métrage : 108 m
- Genre : Comédie
- Date de sortie : 
  - France : décembre 1910

## Distribution
- René Dary : Bébé (comme Clément Mary)
- Renée Carl : La mère
- Paul Manson : Le père
- Jeanne Saint-Bonnet : Julie, la bonne